# Пшизуж
Пшизуж (пол. Przyzórz) — село в Польщі, у гміні Стшельці Кутновського повіту Лодзинського воєводства.
Населення — 183 особи (2011).
У 1975-1998 роках село належало до Плоцького воєводства.

## Демографія
Демографічна структура станом на 31 березня 2011 року:
|          | Загалом | Допрацездатний вік | Працездатний вік | Постпрацездатний вік |
| -------- | ------- | ------------------ | ---------------- | -------------------- |
| Чоловіки | 85      | 17                 | 61               | 7                    |
| Жінки    | 98      | 15                 | 55               | 28                   |
| Разом    | 183     | 32                 | 116              | 35                   |